# 佛跳墙
佛跳墙是闽菜中的一道菜肴，又称福寿全、满坛香、坛烧八宝（簡稱「坛八」），民间传说此菜源自于清代光绪年间，距今已有百余年历史，是中國歷史名菜傳統菜色。

## 歷史
相傳此菜最初为清朝光緒年間，一福州银局官员（一說為福州一錢莊老闆）在家中设宴宴请福建布政司周莲时所制，主料为鸡、鸭、豬，原料约为十多种，用绍兴酒罈精心煨制而成。周莲品尝后赞不绝口，问及菜名，该官员说该菜取“吉祥如意、福寿双全”之意，名“福寿全”。
郑春发（1856—1930年）为周莲的厨师，是此宴会帮厨，后对此菜加以研究改进，口味胜于先者。某次宴会上，宾客品尝郑氏改进后的“福寿全”感到极其鲜美，坐中文人即兴赋诗道：“坛启荤香飘四邻，佛闻弃禅跳墙来”。同时，在福州话中，“福寿全”（平話字：Hók-sêu-ciòng）与“佛跳墙”（平話字：Hŭk-tiéu-chiòng）发音亦雷同。从此，人们引用诗句意，普遍称此菜为“佛跳墙”。
20世纪80年代，闽菜名厨强木根在用料上对佛跳墙进行了改革，将此前以禽畜肉类为主的原料改为以海鲜为主，从而降低脂肪、胆固醇比例，并将上菜工序改为将佛跳墙分成小坛即位上席。1990年，闽菜厨师林水俤设计了目前盛行的坛盖上有弥勒佛的佛跳墙坛型。

## 傳說
傳說有個皇帝吃膩了山珍海味，勒令御廚若再做不出口味翻新的菜餚就要砍掉他的頭。御廚冥思苦想，翻遍各種烹飪大全，又請教不少民間美食專家，可還是沒有好的解決辦法。最後他只好準備捲舖蓋潛逃。反正也做不下去了，御廚在最後一次掌勺時，索性把各色素葷菜料揀好的放進鍋裏，在烹調上又使出了渾身解數。沒想到這鍋菜異香撲鼻，引得隔壁修行多年的老和尚爬牆張望。因此而未被砍頭的御廚就把這道菜叫做「佛跳牆」。

## 材料

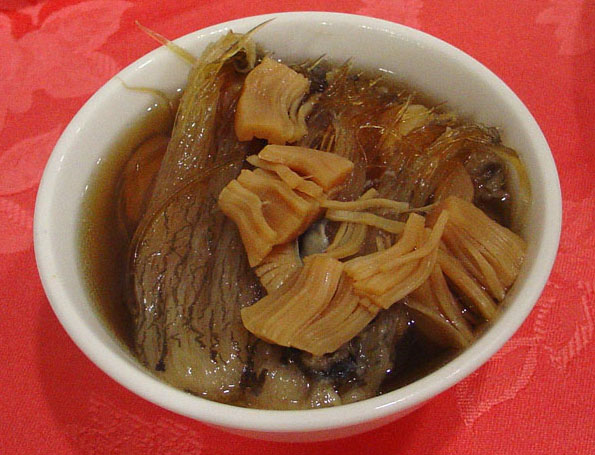
佛跳牆

- 雞肉
- 竹笙
- 排骨
- 海参
- 栗子
- 鹌鹑蛋
- 干貝
- 花胶
- 火腿
- 冬菇
- 冬笋
- 鲍鱼
- 鯊魚[5][6]（鱼翅、魚皮）
- 白菜
- 芋頭

## 烹調程序
“佛跳墙”用料考究，烹制程序严格，20多种主要原料经过处理，配以紅棗、香菇、冬笋、香葱、薑片等多种佐料，依序層層疊疊装入绍酒坛，放適量薑片中和海味腥味，旺火烧沸后，改用文火慢煨。
這道食譜要點是：冬筍或是筍干必須事先以熱水汆燙過後，再將其材料和湯汁放到酒壇最底層，用來熬煮時來軟化其他材料。 另外， 芋頭、火腿或豬前腳，及雞肉必須油炸過後，先把上述材料放在筍干湯汁來稍微去油後，最後再來把它們依層次是雞肉、火腿或豬前腳、芋頭放到酒壇中。還有， 栗子必須事先用油乾炒再放在上層，最後，冬菇或是香菇、鯊魚（魚翅、魚皮）先泡水清洗後，和鴿蛋及薑片放置最上層，再來用蠔油、食鹽、冰糖、芋頭、紹興酒、薑片、蔥段、生油、高湯等覆蓋住去熬煮最多2-4小時。
若汤底加入南瓜泥等材料，即为汤色金黄的“金汤佛跳墙”。